# Mord im Pfarrhaus (2005)
Mord im Pfarrhaus ist ein Film aus dem Jahr 2005, der unter der Regie von Niall Johnson in Großbritannien gedreht wurde.

## Handlung
Der liebenswerte, aber weltfremde Pfarrer Walter Goodfellow lebt mit seiner Frau Gloria und den Kindern Holly und Petey in der kleinen englischen Gemeinde Little Wallop. In seinem Bestreben, seiner Gemeinde ein guter geistiger Führer, für alle da zu sein und auch noch eine wichtige Predigt für einen Konvent zu schreiben, entgeht ihm, wie einsam und vernachlässigt sich seine Frau fühlt. Frustriert wendet sie sich ihrem amerikanischen Golflehrer Lance zu und plant sogar, mit ihm nach Mexiko durchzubrennen. Auch der Alltag seiner Kinder bleibt von Walter unbemerkt. Er scheint nicht mitzubekommen, dass seine 17-jährige Tochter Holly ständig ihre Freunde wechselt und dass Petey von anderen Kindern in der Schule gehänselt und verprügelt wird.
Erst die neue Haushälterin Grace Hawkins scheint die Probleme der Familie in den Griff zu bekommen, wenn auch mit recht ungewöhnlichen Mitteln. Einen kläffenden Hund aus der Nachbarschaft und später auch dessen Besitzer Mr. Brown entsorgt sie im Gartenteich, ebenso verfährt sie später mit Glorias Geliebtem Lance, der auch für Holly eine Schwäche hatte, die er mit einer Videokamera nachts beim Entkleiden filmte.
Peteys Peinigern, die ständig mit ihren Fahrrädern unterwegs sind, versagen auf einer abschüssigen Straße die Bremsen, nachdem sich Grace daran zu schaffen gemacht hat. Petey jedoch denkt, er habe die Stürze durch sein Zauberwort „Brokkoli“ verursacht. Er schöpft aus dem Vorfall neue Zuversicht.
Walter hingegen findet durch religiöse Witze seinen Humor wieder und wendet sich, animiert durch Grace’ Lesart der Bibel – insbesondere dem „Hohelied Salomos“ –, auch wieder seiner Frau zu. Auch fällt ihm das Verfassen der Rede für den Konvent nun viel leichter, und so wird der Vortrag für ihn zu einem großen Erfolg.
Doch lange kann Grace ihre Geheimnisse nicht für sich behalten, denn Gloria und Holly erfahren durch eine Fernsehsendung, dass sie die „Koffer-Mörderin“ ist, die erst vor Kurzem aus der Haft entlassen wurde. Diese hatte vor etwa 43 Jahren ihren Mann, von dem sie schwanger war, und dessen Geliebte umgebracht und in ihrem großen Schrankkoffer versteckt. Aus dem Koffer auslaufendes Blut hatte einen Zugschaffner auf den Inhalt aufmerksam gemacht. Um sicher zu sein, wollen Gloria und Holly nachsehen, was sich in dem Schrankkoffer in Grace’ Zimmer befindet. Dabei werden sie von ihr ertappt, und sie stellen sie zur Rede. Grace gibt ihre Taten offen zu und offenbart ein weiteres Geheimnis – sie ist Glorias Mutter.
Gloria überlässt es Grace, die Leiche von Lance im Gartenteich zu versenken. Beide vermuten aber, dass sie von ihrer greisen und neugierigen Nachbarin Mrs. Parker (sie ist Vorsitzende des „Ausschusses zur Gestaltung des Blumenschmucks“) beobachtet werden. Als diese am nächsten Tag zu Besuch kommt, will Grace, die nur einen Teil des Gesprächs mitbekommen hat und annimmt, dass ihr Geheimnis entdeckt wurde, die alte Dame mit einer Bratpfanne erschlagen. Die herzkranke Nachbarin stirbt jedoch vor Schreck, als Grace mit hoch erhobener Pfanne auf sie zustürmt.
Nach diesem Vorfall verlässt Grace die Familie, um nicht für noch mehr Ärger zu sorgen. Gloria schreibt ihr Briefe und Grace will einige Monate später zu Besuch kommen. Als Gloria damit konfrontiert wird, dass der Teich, in dem die Leichen liegen, wegen gefährlicher Algen trockengelegt werden soll, zögert sie nicht, sich der Methoden ihrer Mutter zu bedienen.

## Besetzung und Synchronisation
Die deutsche Synchronisation erfolgte durch die Interopa Film GmbH, die Dialogregie übernahm Heinz Freitag.
| Rolle                       | Darsteller           | Synchronsprecher         |
| --------------------------- | -------------------- | ------------------------ |
| Reverend Walter Goodfellow  | Rowan Atkinson       | Lutz Mackensy            |
| Grace Hawkins (Rosie Jones) | Maggie Smith         | Gisela Fritsch           |
| Gloria Goodfellow           | Kristin Scott Thomas | Traudel Haas             |
| Lance                       | Patrick Swayze       | Oliver Stritzel          |
| Holly Goodfellow            | Tamsin Egerton       | Yvonne Greitzke          |
| Petey Goodfellow            | Toby Parkes          | Maximilian Artajo        |
| Bob                         | Patrick Monckton     | Frank Schröder           |
| Mr. Brown                   | James Booth          | Friedrich Georg Beckhaus |
| Mrs. Martin                 | Vivienne Moore       | Margot Rothweiler        |
| Mrs. Parker                 | Liz Smith            | Luise Lunow              |
| Richter                     | Roger Hammond        | Roland Hemmo             |
| Schaffner                   | Alex Macqueen        | Uwe Büschken             |

## Kritiken
Insgesamt erhielt Mord im Pfarrhaus gemischte Kritiken. Bei dem amerikanischen Kritikerportal Rotten Tomatoes fallen, basierend auf 90 Kritiken, rund 57 % der Kritiken für den Film positiv aus. Viele Kritiker lobten die darstellerischen Leistungen, machten aber dramaturgische und inszenatorische Unebenheiten aus.

„Nach dem gelungenen, in der Vergangenheit spielenden Vorspann verliert der Film erst mal merklich an Fahrt, und auch wenn etwa ab der Mitte der Spielzeit wieder Schwung in das Filmgeschehen kommt, bleibt die Inszenierung trotzdem als etwas schleppend in Erinnerung. […] Wirklich inspiriert, innovativ oder energiegeladen ist der Film nicht gerade, trotzdem tut das bisweilen recht amüsante Stück Kino, das etwas antiquiert wirkt, keinem weh und wird unter den Fans britischer Komödien sicherlich seine Anhänger finden.“

„In feiner englischer Art, eine mord-lustige Komödie, die gegen Ende allerdings getrost noch etwas giftiger hätte ausfallen können.“

„Doch mit der angestaubten Sechziger-Jahre-Attitüde von Johnson und seinem Co-Autor Richard Russo ist jeder Angriff auf Sitte und kleinbürgerliche Moral a priori zum Scheitern verurteilt. Überhaupt fragt man sich, wie Johnson nach seinem miserablen Drehbuch zum Mystery-Thriller ‚White Noise‘ (2005) nochmals die Gelegenheit bekam, ein weiteres Skript abzuliefern und dabei sogar selbst Regie zu führen.“

„Charmant altmodische, reichlich schleppend inszenierte Kleinstadt-Satire mit trockenem Witz und einer Paraderolle für die grandiose Maggie Smith.“

„Eine weitgehend unterhaltsame, zunächst gut entwickelte und brillant gespielte schwarzhumorige Komödie, die im letzten Drittel deutlich abfällt und sich in flauen Albernheiten erschöpft.“

## Auszeichnungen
Kristin Scott Thomas war als „Britische Schauspielerin des Jahres“ für den London Critics’ Circle Film Award nominiert.